# اولدنبوتل
اولدنبوتل (به آلمانی: Oldenbüttel) یک شهر در آلمان است که در Mittelholstein واقع شده‌است.
 اولدنبوتل  ۲۷۱ نفر جمعیت دارد.